# 拉民·贾瓦迪
拉民·贾瓦迪（波斯語：رامین جوادی，1974年7月19日—），德国伊朗裔作曲家。贾瓦迪凭借其为2008年漫威电影《钢铁侠》创作的主打吉他的格莱美奖提名配乐，以及经常被改编的HBO热门电视剧《权力的游戏》主题曲而知名。他的其他著名作品包括《环太平洋》和《魔兽》等电影及《西方極樂園》、《越狱》和《疑犯追踪》等电视剧。

## 生平
贾瓦迪生于西德杜伊斯堡，父亲是伊朗人，母亲则来自德国。1998年以优异成绩从伯克利音乐学院毕业后，贾瓦迪获得汉斯·齐默的青睐，被招入遥控制作公司。后来他搬到洛杉矶，担任克劳斯·巴德尔特的助理。
他的第一部作品是与RZA共同创作的大卫·S·高耶电影《刀锋战士3》原声带。此作开启了他与高耶在电影和电视剧领域的合作关系。贾瓦迪创作了由迈克尔·贝制作的高耶恐怖惊悚片《婴灵哭泣》。此后与高耶合作的作品还有电视剧《未来闪影》，此番让他二度获艾美奖提名。其他获得艾美奖提名的作品还有同类型作品《越狱》和《脱狱之王》的主题曲。为电影《布鲁克斯先生》创作的飘渺配乐让他赢得世界原声带大奖（World Soundtrack Awards）“年度发现”（Discovery of the Year）奖提名。他的其他配乐还包括由休·杰克曼和伊万·迈克格雷戈主演的《激情犯罪》和罗伯特·唐尼的《钢铁侠》和《问尘情缘》。
贾瓦迪配乐的第一部索尼动画作品是《打猎季节》，此后他接手《打猎季节2》。其他动画配乐包括《恰卜恰卜拯救圣诞节》（The Chubbchubbs Save Xmas）。他创作的这些电影吸引创作了首批3D动画的其中一部《月球大冒险》比利时电影工作者nWave的关注。2010年，他完成华纳兄弟的《诸神之战》。他还为2010年游戏《荣誉勋章》和CBS犯罪剧《疑犯追踪》配乐。他还创作由《环太平洋》导演吉尔摩·德尔·托罗创作的FX吸血鬼题材剧《血族》配乐。
2011年，他被选为HBO奇幻电视剧《权力的游戏》的作曲家，他的主题部分基于《荣誉勋章》和《诸神之战》的民族影响。他继续为《权力的游戏》创作的作品为他赢得多项行业大奖，並為其姐妹劇集《龍之家族》作曲。
他的长期管弦乐编曲搭档是斯蒂芬·科尔曼（Stephen Coleman）和托尼·布伦达尔（Tony Blondal）。

## 作品名录

### 电影
| 年份 | 作品                               | 导演                                    | 制片方                                        | 注释                                |
| ---- | ---------------------------------- | --------------------------------------- | --------------------------------------------- | ----------------------------------- |
| 2003 | 《总有爱鼓励》                     | 大卫·希克逊 （David Hickson）                        | Z Productions                                 | 不適用                              |
| 2004 | 《雷鸟特攻队》                     | 乔纳森·弗雷克斯                         | 环球影业                                      | 不適用                              |
| 2004 | 《刀锋战士3》                      | 大卫·S·高耶                             | 新线影业                                      | 不適用                              |
| 2005 | 《逃出克隆岛》                     | 迈克尔·贝                               | 梦工厂影业 华纳兄弟影业                       | 其他配乐由史蒂夫·贾布隆斯基创作     |
| 2005 | 《被遗忘的天使》                   | 乔丹·斯科特 雷德利·斯科特               | 01 Distribution                               | 多段式电影 – 《乔纳森》（Jonathan）（短片） |
| 2006 | 《问尘情缘》                       | 罗伯特·唐尼                             | 派拉蒙经典                                    | 不適用                              |
| 2006 | 《打猎季节》                       | 罗杰·阿勒斯 吉尔·库尔顿                 | 哥伦比亚影业 索尼动画                         | 不適用                              |
| 2007 | 《布鲁克斯先生》                   | 布鲁斯·A·埃文斯                         | 米高梅                                        | 不適用                              |
| 2008 | 《月球大冒险》                     | 本·斯塔森                               | 顶峰娱乐 nWave Pictures Illuminata Pictures   | 不適用                              |
| 2008 | 《激情犯罪》                       | 马索尔·朗根尼加 （Marcel Langenegger）                    | 20世纪福斯                                    | 不適用                              |
| 2008 | 《钢铁侠》                         | 強·法夫洛                               | 派拉蒙影业 漫威影业                           | 原声带由狮门影业发行，汉斯·齐默制作 |
| 2008 | 《打猎季节2》                      | 马修·奥卡拉格汉 （Matthew O'Callaghan） 托德·王尔德曼 （Todd Wilderman） | 索尼影业家庭娱乐 索尼动画                     | 录影带首映片                        |
| 2009 | 《婴灵哭泣》                       | 大卫·S·高耶                             | 环球影业 罗格影业Rogue Pictures               | 原声带由湖岸影业                    |
| 2009 | 《荣誉勋章》 （Medalia de onoare） | 卡林·皮特·内策尔                        | HI Film Productions                           | 英语题目：Medal of Honor            |
| 2010 | 《诸神之战》                       | 路易斯·莱特里尔                         | 华纳兄弟影业 传奇影业                         | 原声带由水塔音乐发行                |
| 2010 | 《萨米大冒险》                     | 本·斯塔森                               | 运河工作室 nWave Pictures Illuminata Pictures | 不適用                              |
| 2011 | 《新天师斗僵尸》                   | 克雷格·格里斯佩                         | 试金石影业 梦工厂                             | 不適用                              |
| 2012 | 《藏身之所》                       | 丹尼尔·伊斯皮诺萨                       | 环球影业                                      | 不適用                              |
| 2012 | 《萨米大冒险2：逃离天堂》          | 本·斯塔森 文森特·科斯特鲁特 （Vincent Kesteloot）        | 运河工作室 nWave Pictures Illuminata Pictures | 不適用                              |
| 2012 | 《赤色黎明》                       | 丹·布拉德利                             | FilmDistrict 米高梅 联美                      | 不適用                              |
| 2013 | 《环太平洋》                       | 吉尔摩·德尔·托罗                        | 华纳兄弟影业 传奇影业                         | 不適用                              |
| 2013 | 《狂野非洲》                       | 本·斯塔森                               | StudioCanal nWave Pictures                    | 不適用                              |
| 2013 | 《魔法总动员》                     | 本·斯塔森 杰瑞米·德格卢森（Jeremy Degruson）           | StudioCanal nWave Pictures                    | 不適用                              |
| 2014 | 《德古拉元年》                     | 加里·萧尔                               | 华纳兄弟影业 传奇影业                         | 不適用                              |
| 2016 | 《魔兽》                           | 邓肯·琼斯                               | 华纳兄弟影业 传奇影业                         | 不適用                              |
| 2016 | 《长城》                           | 张艺谋                                  | 华纳兄弟影业 传奇影业                         | 不適用                              |
| 2017 | 《絕處逢山》                       | 阿布-阿塞德                             | 二十世紀福斯                                  | 不適用                              |
| 2021 | 《追忆迷局》                       | 丽莎·乔伊                               | 华纳兄弟影业                                  | 不適用                              |
| 2021 | 《永恆族》                         | 趙婷                                    | 漫威影業                                      | 不適用                              |

### 电视剧
| 年份      | 作品           | 剧集          |
| --------- | -------------- | ------------- |
| 2004      | 《反恐行动》   | 6             |
| 2005      | 《临界点计划》 | "Revelations" |
| 2005–2009 | 《越狱》       | 81            |
| 2006      | 《刀锋战士》   | 13            |
| 2009–2010 | 《未来闪影》   | 22            |
| 2011–2012 | 《脱狱之王》   | 23            |
| 2011–2016 | 《疑犯追踪》   | 103           |
| 2011–2019 | 《权力的游戏》 | 73            |
| 2014–至今 | 《血族》       | 26            |
| 2016-至今 | 《西方极乐园》 | TBA           |
| 2022      | 《龍之家族》   | 10            |
| 2024      | 《3 體》       | TBA           |
| TBA       | 《越狱》       | TBA           |

### 电子游戏
| 年份 | 作品               | 开发商                                                               | 注释                                                          |
| ---- | ------------------ | -------------------------------------------------------------------- | ------------------------------------------------------------- |
| 1999 | 《网络奇兵2》      | Irrational Games Looking Glass Studios                               | 与乔什·兰德尔和埃里克·布罗修斯共同创作 制作名单列为音响工程师 |
| 2010 | 《荣誉勋章》       | Danger Close Games （单人模式） EA Digital Illusions CE （双人模式） | 不適用                                                        |
| 2011 | 《变速2：释放》    | Slightly Mad Studios                                                 | 共同作曲：                                                    |
| 2012 | 《荣誉勋章：战士》 | Danger Close Games                                                   | 不適用                                                        |
| 2016 | 《战争机器4》      | The Coalition                                                        | 不適用                                                        |